# Utalii FC
Utalii Football Club w skrócie Utalii FC – kenijski klub piłkarski istniejący do 2005 roku, grający niegdyś w kenijskiej pierwszej lidze, mający siedzibę w mieście Nairobi.

## Sukcesy
- Premier League[1]:
  - mistrzostwo (1): 1997.

- Puchar Kenii[2]:
  - zwycięstwo (1): 2003.

## Występy w afrykańskich pucharach
| Sezon | Rozgrywki     | Runda   | Kraj    | Klub                     | Dom | Wyjazd | Dwumecz      |
| ----- | ------------- | ------- | ------- | ------------------------ | --- | ------ | ------------ |
| 1998  | Liga Mistrzów | wstępna | Erytrea | Mdlaw Megbi              | 1–0 | 1–0    | 2–0          |
| 1998  | Liga Mistrzów | 1       | Sudan   | Al-Merreikh Omdurman     | 4–0 | 0–3    | 4–3          |
| 1998  | Liga Mistrzów | 2       | Tunezja | Étoile Sportive du Sahel | 1–0 | 0–1    | 1–1 (k. 1–4) |

## Reprezentanci kraju grający w klubie od 1992 roku
Stan na grudzień 2023.
| - Bernard Agunda - John Machethe Muiruri - Seif Mutie - James Nandwa - Moses Odhiambo | - Stephen Ogos - Robert Olang - Gerald Origi - Sylvanus Otema - Elkana Swaka |